# سیارک ۳۵۹۸
سیارک ۳۵۹۸ (به انگلیسی: 3598 Saucier، نامگذاری:1977KK1) سه هزار و پانصد و نود و هشتمین سیارک کشف شده‌است که در ۱۸ مه ۱۹۷۷ کشف شد.
قدر مطلق سیارک برابر ۱۱٫۶۰ است.